# احمد المیرغنی
احمد المیرغنی (عربی: أحمد الميرغني؛ زادهٔ ۱۶ اوت ۱۹۴۱ – درگذشتهٔ ۲ نوامبر ۲۰۰۸) یک سیاستمدار اهل سودان بود. وی از ۶ مه ۱۹۸۶ تا ۳۰ ژوئن ۱۹۸۹ رئیس‌جمهور سودان بود.